# اقتصاد نهادگرایی جدید
اقتصاد نهادگرایی جدید (به انگلیسی: New institutional economics) دیدگاهی اقتصادی است که تلاش می‌کند اقتصاد را با تمرکز بر هنجارهای اجتماعی و قانونی و قوانینی (که نهادها هستند) که پیش زمینهٔ فعالیت‌های اقتصادی است و نیز با تجزیه و تحلیلی فراتر از اقتصاد نهادگرایی پیشین و اقتصاد نئوکلاسیک توسعه دهد. این می‌تواند به عنوان گامی گسترش دهنده برای شامل کردن جنبه‌های از قلم افتاده در اقتصاد نئوکلاسیک دیده شود. همچنین جنبه‌های اقتصاد سیاسی کلاسیک را بازبررسی می‌کند.